# Vincenzo Maria Castro
Vincenzo Maria Castro (* 14. Mai 1735 in Gaeta; † 9. Juli 1800 in Castellaneta), auch nur Vincenzo Castro oder Vincentius Castro war ein italienischer römisch-katholischer Geistlicher und  Bischof von Umbriatico, Kalabrien und Castellaneta (Apulien).

## Leben
Vincenzo Maria Castro wurde am 14. Mai 1735 in Gaeta in der Provinz Latina (Region Latium) geboren. Am 11. März 1758 wurde er zum Diakon, am 9. Juni 1759 zum Priester geweiht. Er war danach Pönitentiar im Domkapitel an der Kathedrale von Gaeta. Das Domkapitel von Umbriatico wählte ihn am 16. Dezember 1791 zum Bischof von Umbriatico. Papst Pius VI. bestätigte ihn am 27. Februar 1792. Die Bischofsweihe nahm am 4. März 1792 der Kardinalpriester von Santi Silvestro e Martino ai Monti in Rom Francesco Saverio de Zelada vor. Mitkonsekratoren waren (Titular-)Erzbischof Antonio Felice Zondadari von Adana (ab 1801 Kardinal) und (Titular-)Erzbischof Nicola Buschi von Ephesus. Vincenzo Maria Castro residierte wie seine Vorgänger nicht in Umbriatico, sondern in Cirò. In der stark vernachlässigten Kathedrale S. Donato in Umbriatico ließ er die Altäre in Ordnung bringen und die Gräber mit Steinplatten, anstatt von Holzplatten verschließen. Am 24. Oktober 1797 wurde er zum Bischof von Castellaneta gewählt und am 18. Dezember 1797 von Papst Pius VI. bestätigt. Er starb am 9. Oktober 1800 in Castellaneta.